# مارک پوبیل
مارک پوبیل (اسپانیایی: Marc Pubill‎؛ زادهٔ ۲۰ ژوئن ۲۰۰۳) بازیکن فوتبال اهل اسپانیا که در پست دفاع راست برای باشگاه اتلتیکو مادرید بازی می‌کند.
وی همچنین در تیم ملی فوتبال زیر ۱۹ سال اسپانیا، زیر ۲۱ سال اسپانیا بازی کرده است.